# Polifonia

Stralcio di uno spartito della Fuga No.17 in La bemolle di J.S. Bach, un famoso esempio di contrappunto polifonico.

Con il termine polifonia  (dal greco antico, "tante voci") si definisce in musica uno stile compositivo che combina due o più voci (vocali e/o strumentali) indipendenti, dette anche parti. Esse si evolvono simultaneamente nel corso della composizione, mantenendosi differenti l'una dall'altra dal punto di vista melodico e generalmente anche ritmico, pur essendo regolate da principi armonici. In senso compositivo il termine polifonia si contrappone a quello di monodia con una sola voce.

## Storia ed evoluzione

### I prodromi remoti
Sebbene si sappia con certezza che pratiche affini all'organum e al falso bordone fossero note sin dai tempi più antichi, non sappiamo se le civiltà primitive abbiano sviluppato la polifonia. Dalle testimonianze bibliche dell'orchestra del tempio di Gerusalemme (Salmi, Cronache), sembra che la polifonia non fosse un concetto ignoto.

### Le origini popolari della polifonia
Gli studi etnomusicologici ci riferiscono di una certa disposizione da parte di culture musicali etniche verso forme di polifonia. Tra le forme si individuano la pratica dell'eterofonia, del bordone, dell'imitazione e canone, e del parallelismo.
Eterofonia: nella sua forma primitiva, si tratta di una melodia intonata da più voci dove uno o più esecutori producono delle varianti ritmiche e/o melodiche.
Bordone: consiste in un suono basso e costante che sostiene la melodia.
Imitazione e canone: per imitazione si intende quando lo stesso elemento viene riproposto in momenti diversi in un'altra voce. Il canone è una forma musicale basata sull'imitazione che ne struttura l'intera composizione.
Parallelismo: quando più voci differenti seguono la stessa struttura ritmica. In certi casi il parallelismo riguarda anche la curvatura melodica. In questo caso si può parlare di diafonia.

### Inizi della polifonia nella cultura occidentale
Le prime fonti scritte che attestano l'uso della pratica polifonica si collocano intorno al 900 circa. Nel trattato anonimo dal titolo Musica enchiriadis, proveniente dalla Francia settentrionale, sono infatti riportate le prime informazioni su questa pratica consistente nel sovrapporre a una melodia desunta dal repertorio gregoriano, detta vox principalis, una seconda voce detta organalis, a distanza intervallare di quarta o di quinta, procedente per moto parallelo.
Questa prima pratica polifonica, che può essere definita diafonia, e che trova le sue origini nell'ambito profano, ha dato origine all'organum parallelo.

### Le forme musicali polifoniche tra il '200 e il '300

#### Organum
L’organum rappresentò per moltissimo tempo, nell'ambito della musica sacra, la forma nella quale si fanno esperienze e nuove acquisizioni contrappuntistiche importantissime per l'evoluzione della pratica polifonica. Dalla pratica del punctum contra punctum, ovvero nota contro nota (da cui deriva il termine contrappunto), che prevedeva che a ogni nota del canto ne corrispondesse una della nuova voce, la polifonia si evolve verso una maggiore autonomia delle voci. Innanzitutto dal “primigenio” moto parallelo fra le due voci via via vi si insinua l'impiego del moto obliquo e del moto contrario, come ci viene testimoniato da Guido d'Arezzo nel suo Micrologus.
La tecnica polifonica ha conosciuto il suo periodo di maggior splendore a partire dall'undicesimo secolo.
Verso il XII secolo appaiono composizioni polifoniche in cui la voce superiore incomincia ad arricchirsi nel suo andamento, offrendo libere ornamentazioni melismatiche in corrispondenza delle singole note del canto (vox principalis). Il nuovo stile, che viene comunemente codificato come organum melismatico, nasce in particolare dal lavoro dei maestri dell'Abbazia di S. Marziale di Limoges.
Il secolo XII vede anche il delinearsi di strutture musicali formali nate da diversi orientamenti nella pratica polifonica. Accanto all'organum troviamo infatti altre forme:

#### Conductus
Anche il conductus, come l'organum, è una composizione vocale basata su una melodia (chiamata tenor), che però non è desunta dal repertorio sacro, ma può essere di natura extraliturgica o inventata. Il testo, in lingua latina, era di argomento profano e spesso a sfondo politico. A differenza dell'organum, il conductus mantiene una certa uniformità ritmica fra le parti, e la pronuncia del testo rimane piuttosto ben sillabata.

#### Motetus
Il motetus è una composizione nata dalla tropatura di una clausola. Il tenor viene desunto dal gregoriano, utilizzandone però solo l'incipit, o parte di esso.
Il tenor probabilmente veniva eseguito da strumenti. Un'altra voce era posta sopra il tenor, e a essa veniva affidato il testo. Questa voce poteva essere chiamata duplum o motetus (dal francese mot, che significa parola, in quanto i testi potevano essere in francese). Esisteva poi una terza voce detta triplum. In alcuni casi il motetus può presentarsi anche a 5 voci.
Una caratteristica tipica del motetus è la politestualità. Le varie voci intonavano testi diversi, ma in qualche maniera il loro contenuto era attinente. Va da sé che il messaggio contenuto nel testo era di difficile comprensione al momento dell'ascolto. Il mottetto, infatti, rivelava la sua bellezza in particolare al momento della lettura. Oggi viene chiamato mottetto in italiano.
Nel Duecento e nel Trecento, il motetus si sviluppa fuori dal contesto liturgico, adottando testi di contenuto profano.

#### Clausula
Si tratta di una parte o sezione di un brano musicale, in cui il tenor incontra un melisma. Il testo della clausula consiste nella sillaba sulla quale si sviluppa la fioritura (o melisma). La clausula si distingue dall'organum proprio nel tenor, che si presenta piuttosto ricco di note.

#### Copule
Le copule sono un contrappunto dall'andamento agogico veloce. Ce ne dà testimonianza Francone da Colonia (CousS I, 133 b) definendola velox discantus ad invicem copulatus.
Sono pervenuti esempi di copula a due voci scritti da Francone, e a tre voci scritti da Walter Odington, il quale precisa che la copula va inserita solo alla fine di una composizione.

#### Hoquetus
L'Hoquetus più che una forma è una tecnica, consistente nell'alternare una pausa dopo ogni nota, e facendo coincidere la pausa con il momento in cui l'altra voce intona la nota e viceversa. Questa tecnica poteva essere applicata a diverse composizioni, in particolare al motetus. Quando questa tecnica investiva tutta la composizione, il termine hoquetus indicava la composizione stessa.

#### Rondellus
Il Rondellus è un canone al quale, però, manca l'imitazione iniziale. Secondo le testimonianze lasciate da Francone (CousS I, 130 a), il rondellus era una composizione polifonica in cui il contrappunto era di tipo sillabico, e tutte le parti avevano lo stesso testo. Secondo Walter Odington, il rondellus poteva essere privo di testo.

### L'Ars Antiqua

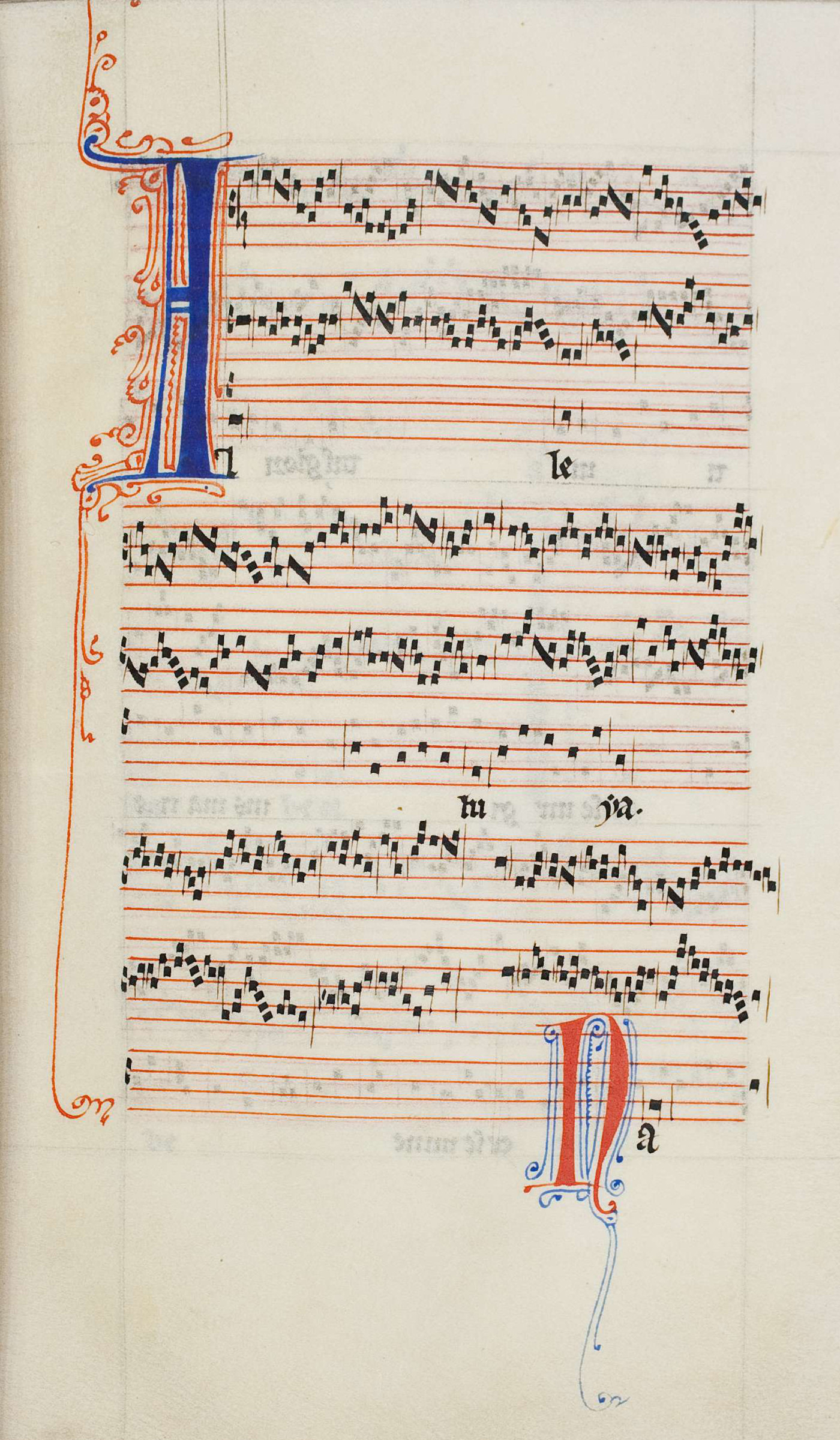
Magister Perotinus: Alleluia nativitas.

Dal punto di vista cronologico, con Ars antiqua si designa quel periodo che comprende lo sviluppo della polifonia tra il XI secolo e il 1320, anno in cui si fa incominciare l'epoca dell'Ars nova.
Verso la fine del sec. XII la polifonia vive un periodo di fecondo sviluppo. A questa crescita si accompagna il fatto che la musica esce dal suo anonimato, e le composizioni sono chiaramente frutto di una personalità musicale. Incominciano così a emergere le figure degli artisti.
In questo periodo il maggior centro culturale musicale, che contribuisce in maniera fondamentale allo sviluppo del linguaggio polifonico, si trova a Parigi, e più in particolare si identifica nella Scuola di Notre-Dame.
Come ci viene testimoniato dal trattato Anonimo IV, scritto dopo il 1280 (CousS I, 327), una figura di particolare rilevanza fu quella di Magister Leoninus, vissuto, sembra, nel 1160, Leoninus era considerato optimus organista (compositore di organa), e autore di una grande libro di organa, il Magnus liber organi. Lo stesso Anonimo IV ci dà testimonianza di come l'opera di Leoninus fu continuata e ampliata da Magister Perotinus Magnus, il quale rielaborò l'opera di Leoninus, aggiungendovi organa a 3 e 4 voci e componendo moltissime clausole. Altri maestri di fondamentale importanza furono Francone da Colonia (metà del sec. XIII) e Petrus de Cruce (fine sec. XIII).

## I trattati
Al fine di renderli più accessibili agli studiosi, molti trattati e opere del Medioevo sono stati trascritti e stampati. I musicologi che si sono occupati di questo lavoro di catalogazione sono stati Martin Gerber (GerbS) e Charles-Edmond-Henri de Coussemaker (CousS), i quali ci hanno lasciato due raccolte contenenti ciascuna alcuni volumi.
- Scriptores ecclesiastici de musica sacra potissimum ex variis Italiae, Galliae et Germaniae codicibus manuscriptis collecti et nunc primum publica luce donati; di Martin Gerber (St. Blasien, 1784) – 3 volumi[2]
- Scriptorum de musica medii aevi nova series a Gerbertina altera, di Edmond de Coussemaker (Parigi, 1864-1876) – 4 volumi. Il lavoro di Coussemaker riprende e completa l'opera già incominciata dal Gerber.[1]

## La notazione modale
All'epoca della polifonia, l'antica notazione neumatica, che faceva uso appunto dei cosiddetti neumi, non era più sufficiente a soddisfare le nuove esigenze che la scrittura a più voci imponeva.
I neumi erano dei segni che, nati dai primordiali segni grafici degli accenti grammaticali (/ acuto, \ grave, /\ circonflesso) venivano posti sopra le sillabe del testo liturgico da cantare, per ricordare al praecentor la direzione della melodia (ascendente o discendente). Egli avrebbe così tradotto tali segni in movimenti della mano di fronte ai cantori (indicazioni chironomiche). L'evoluzione dei neumi e l'unificazione delle diverse scritture neumatiche che si formarono nei vari centri europei, portò alla notazione quadrata (XII secolo), la quale fu dapprima espressa con dei segni posti direttamente sopra le sillabe del testo, senza nessun'altra indicazione (notazione adiastematica o detta “in campo aperto”). Più tardi tali segni furono fissati facendo riferimento a una linea (linea a secco, e più tardi linea a inchiostro), la quale stabiliva la posizione del fa; in seguito ne fu aggiunta un'altra per il do. Questa notazione è detta diastematica. La notazione neumatica esprimeva l'altezza dei suoni e la qualità degli intervalli, ma non portava con sé alcun riferimento circa la durata dei suoni. Fu infatti impiegata per i canti monodici medievali, sacri e profani. La nuova pratica polifonica, con l'evoluzione del contrappunto, mise subito in luce la necessità di determinare dei criteri per stabilire i valori temporali delle note. Per la scuola di Notre-Dame la questione da risolvere era quella di assegnare un significato metrico a dei simboli che ne erano privi. Nacquero così i modi ritmici. Questo tipo di notazione combinava due valori principali – la longa e la brevis- secondo sei modi. Molti trattati dell'epoca (come ad esempio Anonimo IV – CousS I, 327 b-, J.de Garlandia _ CousS I, 175 a) danno testimonianza del fatto che il modo (detto anche manieres) è un'organizzazione di valori lunghi e brevi, con chiara derivazione dalla prosodia classica, nella quale il metro era regolato dalla successione di sillabe brevi e lunghe.
Nella teoria dei modi, le note venivano raggruppate nelle ligature (neumi della notazione quadrata formate da due o tre suoni). La maniera utilizzata per il raggruppamento corrispondeva alla formula metrica caratteristica di un determinato modo. Ne deriva, perciò, che la durata dei singoli suoni non era determinata da un simbolo grafico che ne definiva il valore in termini matematici, bensì dai rapporti che si costituivano all'interno di un raggruppamento, e che definivano il modo.

## I sei modi ritmici
| 1° modo | longa + brevis   | ˉ ˘   |
| 2° modo | brevis + longa   | ˘ ˉ   |
| 3° modo | longa + 2 breves | ˉ ˘ ˘ |
| 4° modo | 2 breves + longa | ˘ ˘ ˉ |
| 5° modo | 2 o più longae   | ˉ ˉ   |
| 6° modo | 3 o più breves   | ˘ ˘ ˘ |

Solo in pieno XIII secolo si affermò il principio della corrispondenza tra la grafia e il preciso valore di durata. Al simbolo  derivato dal punctum, si fece corrispondere la brevis, e al simbolo   derivante dalla virga si fece corrispondere la longa. La nascita della notazione mensurale si fa risalire al 1260 circa, con il trattato Ars cantus mensurabilis di Francone da Colonia.

## L'Ars Nova
Il Trecento si caratterizza dal punto di vista musicale per l'affermazione dell'Ars nova (va ricordato che il termine Ars al tempo non intendesse arte bensì tecnica/pratica), infatti con i trattati Ars Novae Musicae (1319 Johannes de Muris) e Ars Novae Musicae (1320 Philippe de Vitry) si volle sottolineare il profondo cambiamento che ormai da qualche anno si stava avvertendo nel mondo musicale. Innanzitutto i cambiamenti si avvertivano nel campo della notazione che con l'apporto di Francone da Colonia sulla notazione mensurale si stava sempre più avvicinando a quella che sarà poi la notazione moderna, in aggiunta importantissimo fatto fu il riconoscere la pari dignità della divisione binaria (imperfetta) rispetto a quella ternaria (perfezione dovuta al numero 3); inoltre importante fu l'aumento della produzione in ambito profano rispetto a quella sacra (bisogna ricordare che sono anche anni turbolenti per il papato trasferito ad Avignone). Il più importante musicista di quest'epoca fu Guillaume de Machaut.

## La polifonia inglese del XII e XIII secolo
Nelle isole britanniche la polifonia tra la fine del sec. XII e l'inizio del XIII denota una certa predilezione per il moto parallelo delle voci che si mantengono a distanza intervallare [intervallo] di terza. Questa pratica prende il nome di gymel da cantus gemellus. Da notare che questo intervallo era considerato ancora dissonante nella polifonia continentale degli inizi del Duecento, e perciò usato solo occasionalmente e in maniera transitoria.
Un'altra pratica polifonica tipicamente inglese prevedeva il moto parallelo di tre parti, che mantenevano costantemente la distanza intervallare di terza e di sesta. Questa viene chiamata comunemente falso bordone, ma Manfred Bukofzer la distingue dal posteriore falso bordone, chiamandola discanto inglese. Il discanto inglese, infatti, pone il cantus firmus nella parte inferiore, mentre il posteriore falso bordone lo pone all'acuto.
Una composizione particolarmente significativa e singolare, che ci è pervenuta, è la rota Sumer is icumen in (metà del sec. XIII). Si tratta di un canone a quattro voci, sotto le quali vi si trovano altre due voci che intonano un pes (equivale a tenor) ostinato. Il canone è considerato misto, in quanto vi si trovano anche delle parti che non concorrono all'imitazione. 

## La polifonia del Quattrocento
Durante la Guerra dei cent'anni, in seguito alla terribile disfatta di Azincourt, gli inglesi ebbero campo aperto in territorio francese e molti musicisti d'Inghilterra vennero a contatto con la musica di compositori francesi, dando origine a un periodo di transizione nella storia della musica in cui prevalsero alcuni autori inglesi, quali John Dunstable nelle cui opere di un nuovo carattere polifonico si nota anche una notevole influenza dello stile italiano.
Agli inizi del quattrocento, con la decadenza francese, prese avvio un notevole sviluppo delle arti la zona della Borgogna, ma soprattutto nelle Fiandre che portò a un importante sviluppo stilistico in campo musicale con la Scuola franco-fiamminga.

### La polifonia fiamminga
Per musica fiamminga si intende l'attività di molte generazioni di musicisti europei, dal Belgio, all'Olanda, alla Francia del Nord, in un periodo temporale che va dal XV al XVI secolo; comunemente identificati come fiamminghi in realtà non tutti provenivano dalle due province delle Fiandre. Crearono uno stile proprio, di grande novità e maturazione stilistica, eccellendo nella tecnica del contrappunto.
In questo periodo la polifonia si sviluppò soprattutto in due diversi ambiti: come musica religiosa e come musica popolare nelle canzoni polifoniche d'intrattenimento. Nell'ambito religioso la polifonia si espresse il particolare nelle messe e nei mottetti. La grande perizia dei maestri fiamminghi portò la polifonia corale a una complessità e varietà che si può paragonare all'orchestra. Il contrappunto diventa costituito da vere melodie, ciascuna affidata a delle voci ed elaborata con grande ricchezza e complessità.
Principali rappresentanti di questa scuola furono in particolare Guillaume Dufay, musicista di vasta cultura che riuscì a integrare diverse tendenze italiane e francesi, i fiamminghi Johannes Ockeghem e Jacob Obrecht che portarono il contrappunto a forme di grande complessità, ingigantendo a volte la compagine polifonica. Josquin Desprez è considerato il maggior esponente della musica tardo quattrocentesca, in quanto riuscì a sintetizzare l'arte della polifonia fiamminga con l'armonia tonale della scuola italiana, ottenendo anche un grande equilibrio fra il testo e la parte musicale.

## Il Cinquecento
Nel Cinquecento la polifonia ebbe un'ulteriore slancio evolutivo, trovando numerosi nuovi rappresentanti che ridefinirono, in misura maggiore o minore, i canoni stessi della musica occidentale per i secoli a venire. In questo periodo nacquero per la prima volta scuole di musica in cui si abbinava l'insegnamento delle tecniche polifoniche a quello dello strumento musicale. L'arte polifonica trovò in particolare un'espressione di rinnovamento nel madrigale, una forma musicale di carattere profano connotata da un forte lirismo e dalla predilezione per il testo poetico. 
Nell'ambito della musica sacra cattolica si arrivò ad un momento di crisi nella concezione e considerazione delle forme polifoniche, e durante il Concilio di Trento fu proposto perfino di ritornare al canto gregoriano, ma a prevenire questa eventualità fu il compositore Giovanni Pierluigi da Palestrina, massimo esponente della scuola romana, grazie alla composizione della Missa papae Marcelli,  opera cruciale in cui il musicista conciliò il testo sacro e la voce con eccezionale chiarezza e maestosità. 
Intanto l'influenza della scuola franco-fiamminga era sempre più forte in Italia, e Venezia divenne terreno fertile per la nascita di una nuova corrente rappresentata dalla scuola veneziana, che ebbe come suo capostipite il fiammingo Adrian Willaert, divenuto maestro di cappella della Basilica di San Marco nel 1527, il quale forgiò le basi dello stile policorale, introducendo l'usanza di porre due cori ognuno a un lato dell'altare, accompagnati dall'organo. Questo stile raggiunse il suo apice con Andrea Gabrieli, allievo di Willaert, e soprattutto con il nipote di Andrea, Giovanni Gabrieli, che stabilì con i suoi lavori un archetipo caratterizzato dalla fusione tra il coro e un gruppo di strumenti quali ottoni ed archi assieme all'organo, prendendo definitivamente le distanze dal tradizionale stile a cappella. Tale approccio risultò decisivo per lo sviluppo della successiva musica barocca. 
Questo secolo, proporzionalmente al proprio spirito umanistico, vide la presenza diffusa di compositori profondamente cosmopoliti, tra i quali spicca Orlando di Lasso, che si cimentò nella composizione delle forme musicali più svariate impiegando diverse lingue per i testi scelti, con la propensione ad alternare nelle sue opere atteggiamenti conservatori alle novità più inconsuete come il cromatismo predominante.

## Il Barocco
Il Barocco si profila sicuramente come un'epoca di assoluta importanza per la storia della polifonia, in quanto proprio durante questa età ci sarà il fondamentale passaggio dalla polifonia alla monodia. Occorre fare una piccola precisazione: la musica polifonica presentava come ben sappiamo l'avvicendarsi di diverse voci, ognuna con pari dignità rispetto alle altre, con un proprio disegno melodico e ritmico e secondo una ben precisa costruzione contrappuntistica. Con il passaggio alla monodia si intende l'affrancarsi della voce superiore rispetto alle altre voci ottenendo sempre maggiore peso nel disegno melodico, infatti le altre voci si ridussero pian piano a semplice sostegno della voce superiore. il basso come sostegno armonico e le altre voci confuse nella costruzione degli accordi. 
Il passaggio da polifonia a monodia comporterà anche lo sviluppo delle teorie armoniche (Zarlino) che si affacciavano in quegli anni e darà impulso all'affermazione della tonalità rispetto agli antichi modi ecclesiastici.
La nascita della monodia si può ricondurre alla volontà di un gruppo di uomini di Firenze, chiamati poi "Camerata Bardi", che vollero tentare di riportare in vita l'antica musica greca considerata da loro la più perfetta. Infatti la polifonia con tutti i disegni contrappuntistici delle varie voci non permetteva di comprendere a fondo il testo, si propose allora un nuovo stile di canto (il recitar cantando) che permettesse di dar maggiore risalto al testo e quindi permettere (secondo le loro idee) una più diretta affermazione dei sentimenti. Tra i personaggi illustri (dai quali si sviluppò anche il genere dell'Opera) di questo gruppo ricordiamo: Vincenzo Galilei (padre di Galileo); Giulio Caccini; Jacopo Peri, Emilio de Cavalieri; Ottavio Rinuccini (poeta).
Opere importanti per il passaggio dalla polifonia alla monodia (rammentiamo che un passaggio storico è sempre un processo che si prolunga nel tempo, polifonia e monodia si accompagneranno assieme ancora per diversi anni):
- Luzzasco Luzzaschi, Madrigali per cantare et sonare a uno, e doi, e tre soprani, 1601
- Giulio Caccini, Le nuove musiche, per voce e basso continuo, 1602

## La polifonia negli strumenti elettronici
Per il sintetizzatore e per gli altri elettrofoni la polifonia rappresenta la capacità di eseguire anche molte note di suoni diversi nello stesso istante. Questo rende l'idea dell'importanza di questo parametro per valutare se con un sintetizzatore, una tastiera o un campionatore, sia possibile eseguire intere composizioni polistrumentali.
Quando uno strumento digitale esaurisce la capacità polifonica, libera i sintetizzatori in uso per riprodurre i suoni appena richiesti, solitamente terminando i suoni incominciati prima. Nei pianoforti digitali infatti, il lungo tempo di decadimento di una nota grave occupa il sintetizzatore interno fino alla fine della nota stessa. Se dopo una pressione consecutiva di note gravi si premono contemporaneamente anche molte note acute, è udibile l'interruzione della coda delle note gravi.